# بات والكدين
بات والكدين (بالإنجليزية: Pat Walkden)‏ مواليد 12 فبراير 1946 في رودسيا الجنوبية، هي لاعبة كرة مضرب جنوب أفريقية.وصلت إلى عدة نهائيات في بطولات مختلفة مثل بطولة ألمانيا المفتوحة وبطولة دبلن.

## النهائيات

### الفردي: 3 (الوصافة 3)
| الحصيلة | الرقم | التاريخ       | الدورة                 | الأرضية | المنافس             | النتيجة       |
| ------- | ----- | ------------- | ---------------------- | ------- | ------------------- | ------------- |
| الوصافة | 1.    | 15 يوليو 1972 | دبلن                   | عشبية   | ايفون جولاجونج كولي | 6–2, 1–6, 2–6 |
| الوصافة | 2.    | 19 مايو 1973  | المملكة المتحدة        | ترابية  | ايفون جولاجونج كولي | 3–6, 2–6      |
| الوصافة | 3.    | 17 يونيو 1973 | بطولة ألمانيا المفتوحة | ترابية  | هيلغا نيسين ماسثوف  | 4–6, 1–6      |

## روابط خارجية
- بات والكدين على موقع رابطة محترفات التنس (الإنجليزية)
- بات والكدين على موقع الاتحاد الدولي لكرة المضرب (الإنجليزية)
- بات والكدين على موقع كأس بيلي جين كينغ (الإنجليزية)
- بات والكدين على موقع خلاصة التنس.كوم (الإنجليزية)